# Plobannalec-Lesconil
Plobannalec-Lesconil è un comune francese di 3 427 abitanti situato nel dipartimento del Finistère nella regione della Bretagna.

## Società

### Evoluzione demografica
Abitanti censiti